# Лю Кан
Лю Кан (англ. Liu Kang, вар. Лю Кэнг, Лю Канг, Лю Кенг, кит. 刘康) — вымышленный персонаж серии файтингов Mortal Kombat, созданный геймдизайнером Джоном Тобиасом и программистом Эдом Буном. Лю Кан появляется в первой игре серии. Он является шаолиньским монахом и принимает участие в турнире под названием «Смертельная битва», чтобы спасти от уничтожения свой мир, Землю, бойцы которой проиграли девять турниров подряд. Одержав победу в турнире, Лю Кан выступает как защитник Земли вместе с другими воинами и своим покровителем, богом грома и молний Райдэном. В последующих играх Лю Кана убивают злые колдуны Шан Цзун и Куан Чи, однако его дух продолжает защищать Землю, используя тело, восстановленное Райдэном. В большей части игр серии за Лю Кана можно играть; он также появляется в художественных фильмах и комиксах, созданных в ходе развития серии.
Лю Кан изначально создавался как положительный герой, так что почти все его приёмы в игре менее жестоки, чем у других персонажей, и несложны в исполнении. Некоторые обозреватели компьютерных игр отмечали, что играть за Лю Кана легко и интересно, в то время как другие критиковали его стиль боя и крики. Существуют также игрушки, основанные на серии Mortal Kombat и изображающие Лю Кана. В основном является главным героем серии игр Mortal Kombat.

## История создания
Изначально Лю Кана планировалось назвать Минамото Ё Син Су (Minamoto Yo Shin Soo), и он должен был стать персонажем японской мифологии, однако создатели игры не смогли договориться насчёт имени. В первой игре внешность Лю Кана срисовывали с Брюса Ли: у него были короткие волосы, а вся одежда состояла из чёрных штанов и белых туфель. На штанах планировалось написать слово «Otomix», поскольку компания «Otomix» занималась изготовлением и продажей одежды для спорта и занятий боевыми искусствами, однако слово решили убрать, чтобы не рекламировать компанию. В двух первых играх, где использовались спрайты из оцифрованного видео с живыми актёрами, Лю Кана изображал американец корейского происхождения Пак Хо Сон (кор. 박호성, англ. Ho Sung Pak). Джон Тобиас в интервью заявил, что Лю Кана планировали сделать лысым монахом, поскольку монахи традиционно брили головы, однако актёр отказался это делать. В последующих играх облик Лю Кана неоднократно менялся: он носил безрукавку, ленту на голове, наручи, отращивал волосы, а после смерти его кожа приобрела пепельно-серый цвет. Продюсер Шон Химмерик (англ. Shaun Himmerick) отмечал, что из всех персонажей внешний вид Лю Кана (а равно и Кун Лао) на протяжении серии претерпел наибольшие изменения.
Эд Бун утверждал, что Лю Кан создавался как самый лёгкий в освоении персонаж, за которого с минимальными трудностями могли играть и опытные игроки, и новички. Кроме того, он был единственным в первой игре персонажем, чей добивающий удар (фаталити) не включал анимацию непосредственного убийства противника, поскольку, будучи шаолиньским монахом, Лю Кан придерживался строгих правил насчёт убийства. Однако уже во второй игре его добивающие удары стали жестокими и кровавыми, так как он стал изображаться монахом-отступником, который отрастил волосы и решил, что, хотя шаолиньский дух в нём силён, с монахами ему не по пути.
В ответ на слухи о том, что Лю Кан умрёт в Mortal Kombat II и, следовательно, не появится в третьей части, Бун заявил: «Это как снять третью часть „Звёздных войн“ без Люка Скайуокера. Так дела не делаются». Однако впоследствии Лю Кан всё же был убит, что побудило композитора Дэна Фордена (англ. Dan Forden), сожалевшего о его смерти, сочинить «погребальную песнь» для персонажа, которая использовалась в саундтреке игры Mortal Kombat: Deception в качестве звукового фона для арены с могилой Лю Кана.

## Биография
В первой игре серии, Mortal Kombat, боевой шаолиньский монах Лю Кан принимает участие в турнире «Смертельная битва», чтобы спасти Землю от разрушения после того, как бойцы Земли проиграли несколько турниров подряд. Лю Кан побеждает организатора турнира Шан Цзуна, оказываясь таким образом новым чемпионом . В следующей игре, Mortal Kombat II, Лю Кан возвращается на Землю и обнаруживает свой дом в руинах, а многих своих шаолиньских товарищей — убитыми враждебной ордой кочевников-мутантов, действующих по приказанию императора Шао Кана, хозяина Шан Цзуна. Разъярённый Лю Кан и его друг Кун Лао отправляются во Внешний Мир, чтобы отомстить императору. На турнире они встречают принцессу Китану, и Лю Кан влюбляется в неё. После завершения турнира Лю Кан сражается с Шао Каном и одерживает победу.
В игре Mortal Kombat 3 Лю Кан и его друзья сражаются с армией Шао Кана, напавшей на Землю. Лю Кан снова побеждает императора, заставляя его отступить обратно во Внешний Мир вместе со своими приспешниками. В Mortal Kombat 4 Лю Кан узнаёт, что принцесса Китана была похищена сообщниками Старшего Бога Шиннока, и начинает собирать земных воинов, чтобы вернуть её. В конце концов Лю Кан одерживает победу в бою с Шинноком и спасает Китану, однако не может остаться с ней, так как у обоих есть обязанности — Лю Кан должен защищать Землю, а Китана управляет королевством во Внешнем Мире.
В Mortal Kombat: Deadly Alliance колдуны Шан Цзун и Куан Чи объединяются, чтобы убить Лю Кана, который в этой игре недоступен. В Mortal Kombat: Deception его покровитель Райдэн, сильно изменившийся, воскрешает тело шаолиньского монаха и отправляет его сеять разрушение и смерть, однако дух Лю Кана пытается контролировать своё ожившее тело. Воскресший Лю Кан в этой игре является секретным персонажем, и получить возможность играть за него можно только пройдя миссии в режиме Conquest (в версии для PSP таких ограничений нет, поскольку создатели заметили, что в Deception очень сложно это сделать). Лю Кан узнаёт, что некоторые из его погибших друзей, среди которых Кун Лао и Китана, воскрешены императором Онагой и подчинены его воле. Лю Кан объединяется с ниндзя Эрмаком, чтобы освободить их. Это ему удаётся, однако в игре Mortal Kombat: Armageddon он всё ещё не может полностью контролировать своё тело.

### Mortal Kombat: Shaolin Monks
Кроме этого, Лю Кан и Кун Лао являются главными героями игры Mortal Kombat: Shaolin Monks, которая пересказывает сюжет Mortal Kombat II. В ней двое шаолиньских монахов отправляются во Внешний Мир, чтобы отыскать и победить Шан Цзуна, впоследствии сталкиваясь с Шао Каном.

### Mortal Kombat: Armageddon
Окончание в MK: A — Лю Кан поглощает силу, побеждённого им Блейза. Эта сила воссоединяет тело и душу Лю Кана. Получив силу бога, он столкнулся с Райдэном, который был не в себе из-за своего недавнего самоубийства. Лю Кан неохотно вступил в схватку со своим наставником и победил его в эпической битве богов. С согласия Старших божеств монах заменил Райдэна в качестве защитника Земного царства.

### Mortal Kombat vs. DC Universe
В игре Mortal Kombat vs. DC Universe, где сражаются друг с другом персонажи Mortal Kombat и комиксов издательства «DC Comics», Лю Кан также присутствует: за него можно играть в первой «главе» режима истории, если выбрать сторону Mortal Kombat. Джон Тобиас, один из создателей серии, заявил, что он надеялся увидеть в этой игре бой Лю Кана и Бэтмена, поскольку считал, что их вымышленные биографии очень похожи.
Окончание в MK vs DCU — Благодаря интенсивному излучению Райдэну удалось раскрыть секрет Скалы вечности и определить её функции. Он решил использовать это и создать Капитана Марвела в своей Вселенной. Он наделил Лю Кана своей властью, а также способностями Аргуса, Фудзина и других богов.
Для того чтобы призвать новые силы Лю Кану достаточно только крикнуть «Mortal Kombat!»

### Mortal Kombat (2011)
Так как игра является ремейком первых трех частей, сюжет Лю Кана абсолютно схож с ними вплоть до конца истории. После того, как Ночной Волк рассеял вихрь душ, но это не спасло от Шао Кана, Райдэн отправился за помощью к Куан Чи. Бог грома предложил души падших защитников земли в качестве платы, но получил отказ, так как нижний мир уже заключил точно такую же сделку со внешним. Дальше Райдэн пошёл за помощью к старшим богам, взяв с собой Лю. Там он тоже получил отказ, так как Шао Кан ещё не нарушал правила «смертельной битвы». Будучи в преисподней, Райдэн понял смысл своего послания самому себе из будущего. Шао Кан должен победить, если не изменить ход будущих событий. Вернувшись от старших богов, Лю Кан и Райдэн обнаруживают убитых друзей. Напарники прибыли в то место, где открылся портал из внешнего мира. Оттуда медленно выходил Шао Кан. Лю Кан захотел броситься на него, ещё до того как завершится перемещение из одного мира в другой. Рейден остановил его, рассказав о видениях. Лю высказал все, что думал о видениях Райдэна и назвал последнего сумасшедшим. Райдэн был вынужден вступить в бой с Каном, чтобы Шао Кан благополучно пришёл в земное царство, и, тем самым, нарушил правила «смертельной битвы». Бог Грома убил Лю Кана, а Лю Кан сказал, что это Райдэн всех погубил. Так как Внешний Мир заключил контракт с Преисподней перед вторжением о передаче всех земных душ, дух Лю Кана отправился в руки Куан Чи. Если пройти за Лю Кана режим Ladder, в концовке Лю получит огромную силу, сразится с Райдэном и займет его место.

### Mortal Kombat X
В Mortal Kombat X Лю Кан выступает в роли приспешника Куан Чи и Шиннока. Несмотря на то, что он помнил все прошлые события, он, тем не менее, пропитан ненавистью ко всем, кто враждует с его нынешними господами. В армии Куан Чи он занимает один из высших постов. Обладая демоническими силами, он легко расправился с отрядом военных, устроивших засаду Куан Чи. Позднее он пытался защитить Куан Чи от Джакса, но проиграл. В конце концов он был свидетелем освобождения Шиннока, пусть и ценой жизни Куан Чи. После неудачной атаки на Цзиньсей и последующего поражения Шиннока, Лю Кан занял место падшего старшего бога, став таким образом, Тёмным Императором Преисподней. Китана в свою очередь стала его Императрицей.

## Игровой процесс
Лю Кан главным образом использует удары ногами, а наиболее типичным его приёмом является полёт по воздуху через экран и удар ногой в корпус противника. У Кана имеется также «Летящий вперёд велосипедный удар» (Flying Forward Bicycle Kick), включающий полёт с серией ударов ногами, напоминающих вращение педалей велосипеда. Ещё одним отличительным приёмом Лю Кана является «Пламя дракона» (Dragon Fire), которое выбрасывается из рук персонажа в сторону противника и имеет форму дракона. Во всех играх после Mortal Kombat II (кроме Deception и Armageddon) Лю Кан имеет возможность выполнять этот приём не только стоя, но и сидя, и находясь в воздухе.
Среди добивающих ударов Лю Кана, применяющихся против уже побеждённого противника, имеются такие приёмы как «Смертельный шаолиньский апперкот» (Fatality Shaolin Uppercut), при котором герой выполняет мощный апперкот, подбрасывающий противника в воздух на несколько секунд. В игре Mortal Kombat: Shaolin Monks существовали две версии этого приёма: в одной враг разлетался на части непосредственно при ударе, в другой — при падении на землю. Другим «фирменным» приёмом Лю Кана является его превращение в дракона, в виде которого он откусывает оппоненту верхнюю половину тела. Программист игры Джон Фогель (англ. John Vogel) утверждал, что это его любимое добивание, поскольку при его выполнении внешность Лю Кана сильно меняется, и он становится очень большим. В версиях Mortal Kombat II для платформ GameBoy и GameGear Лю Кан поджигает противника фаерболом (огненным шаром, напоминающим шаровую молнию). В Mortal Kombat 3 на оппонента падает аркадный автомат, раздавливая его, а в Deception Лю Кан вселяется в разум противника, и через некоторое время тот сам отрывает себе голову. В MK 3 Лю Кан делает FRIENDSHIP — на белом экране Лю Кан демонстрирует тенью от своих рук, как в театре теней, фигуру дракона (символа всей серии Mortal Kombat).

## Упоминания в других произведениях
Лю Кан является главным героем фильма «Смертельная битва», снятого по игре, и его продолжения «Смертельная битва 2: Истребление». В первом фильме Лю Кан участвует в турнире потому, что его мучит вина из-за смерти брата, убитого Шан Цзуном, и в финальном бою побеждает врага. Во втором — присоединяется к воинам Земли, чтобы остановить Шао Кана, желающего захватить мир . В обеих картинах роль Лю Кана исполняет гонконгский актёр Робин Шу. Режиссёр первого фильма Пол Андерсон хотел, чтобы персонаж был «по-настоящему притягательным» и выбрал Робина Шу, отметив его мастерство в боевых искусствах. Шу и Талиса Сото, игравшая Китану, стали единственными актёрами, которые играли свои роли и во втором фильме (Кит Кук, представлявший Рептилию, также вернулся, но уже в роли Саб-Зиро).
Лю Кан является одним из основных персонажей анимационного фильма 1995 года «Смертельная битва: Путешествие начинается» и мультсериала 1996 года «Смертельная битва: Защитники Земли». В них Лю Кан, однако, разделяет своё звание главного героя с несколькими другими персонажами.
В комиксах компании «Malibu Comics» Лю Кан также играет одну из основных ролей. Первый выпуск, «Blood & Thunder» («Кровь и гром»), лишь незначительно изменил вымышленную историю персонажа. Лю Кан оставался шаолиньским монахом, вступившим в турнир для защиты Земли, с единственным отличием: он не был избран, чтобы победить Горо, избранными были два брата-близнеца Син (Sing) и Сан (Sang), также монахи, способные сливаться в одного воина по имени Сиан (Siang). Однако после того, как их убивает Горо, единственной надеждой Земли остаётся Лю Кан . В последующем выпуске, «Battlewave» («Волна сражений»), говорилось, что он выиграл турнир, победив Горо, который ни разу не появился в «Blood & Thunder». После этого Лю Кан возвращается к своей обычной жизни архитектора в Чикаго, однако на него начинают совершать нападения неизвестные ниндзя, а позже Горо подстерегает его в офисе. В конце концов Лю Кан решает отправиться во Внешний Мир, осознав, что ему не избежать следующего турнира.

## Реакция критиков
Среди отзывов рецензентов о Лю Кане встречались как положительные, так и отрицательные. В частности, он регулярно попадал в разнообразные рейтинги лучших игровых персонажей. Так, Лю Кан оказался на 94-м месте в «Сотне лучших персонажей всех времён», составленной американским сайтом UGO.com, который отметил глубину характера героя и его роль в серии Mortal Kombat. Сайт GameSpot выставлял кандидатуру Лю Кана на голосование для определения «Величайшего игрового персонажа всех времён» (впрочем, он проиграл в первом же туре динозавру Йоши, герою игр компании Nintendo). Сайт IGN поставил отношения Лю Кана и принцессы Китаны на 4-е место в шуточном стихотворном рейтинге «10 лучших романов в компьютерных играх», а сайт GamesRadar упоминал шаолиньского монаха сразу в двух статьях: «37 величайших триумфов зомби», где Лю Кан оказался на 37-м месте, и «Крутейшие клоны Брюса Ли», отмечая его внешнее сходство с известным бойцом и один из боевых выкриков, позаимствованный у Брюса.
Что касается игрового процесса, то рецензенты отмечали интуитивно понятный набор приёмов Лю Кана и его мощные «велосипедные» удары, делавшие его самым сильным бойцом среди других персонажей. Однако его боевые выкрики подверглись критике — один из рецензентов с неудовольствием заявил, что Лю Кан перед каждой атакой «верещит как цыплёнок недорезанный». Другой рецензент оказался снисходительнее и назвал вскрики Лю Кана «одновременно раздражающими до невозможности, и всё же на удивление приятными». На популярности персонажа крики, впрочем, не сказались: и создатель игры Эд Бун, и сторонние рецензенты признавали Лю Кана наиболее известным и узнаваемым героем игры.